# Parotoplana capitata
Parotoplana capitata är en plattmaskart som beskrevs av Meixner 1938. Parotoplana capitata ingår i släktet Parotoplana och familjen Otoplanidae. Inga underarter finns listade i Catalogue of Life.